# ميريام روتشيلد
ميريام روتشيلد (بالإنجليزية: Miriam Rothschild) (ولدت في 5 أغسطس 1908 - توفيت في 20 يناير 2005) كانت عالمة طبيعية بريطانية ومؤلفة ولها مُساهمات في علم الحيوان وعلم الحشرات وعلم النبات.